# تيد هيل
تيد هيل (بالإنجليزية: Ted Hill)‏ هو رياضياتي أمريكي، ولد في 28 ديسمبر 1943 في Flatbush ‏ في الولايات المتحدة.